# Sarcophage dogmatique
Le Sarcophage dogmatique, également connu sous les noms de sarcophage de la Trinité ou de sarcophage des Deux Testaments, est un sarcophage paléochrétien datant de 320-340, conservé à Rome au musée Pio Cristiano, dans les musées du Vatican (inv. 31427). Il a été découvert au XIXe siècle lors de travaux de restauration à la basilique Saint-Paul-hors-les-Murs.
Avec le sarcophage de Junius Bassus, il est l’un des exemples les plus caractéristiques de l'art paléochrétien. Il doit son nom de « dogmatique » à ses enseignements christologiques : quelques années après le concile de Nicée (325), le Christ y est consubstantiel à Dieu le Père, comme le montre l'une de ses sculptures, qui est la plus ancienne représentation de la Trinité.

## Description
La paroi frontale est divisée en deux registres, typiques du style constantinien. Sur les sarcophages « à double registre », les épisodes bibliques se déroulent sur deux niveaux superposés et s'organisent autour du portrait des défunts. Le musée Pio Cristiano, au Vatican, en conserve deux, en marbre, datant sensiblement de la même époque et découverts lors de fouilles à la basilique Saint-Paul-hors-les-Murs : le Sarcophage dogmatique et le sarcophage des Deux Frères.
Le Sarcophage dogmatique comporte des sujets de l’Ancien et du Nouveau Testaments, d'où son nom de « sarcophage des Deux Testaments ». Ses appellations « dogmatique » ou « de la Trinité » viennent des trois personnages qui figurent dans la création d’Ève, en haut à gauche, interprétés comme la toute première représentation de la Trinité. 

### Registre supérieur

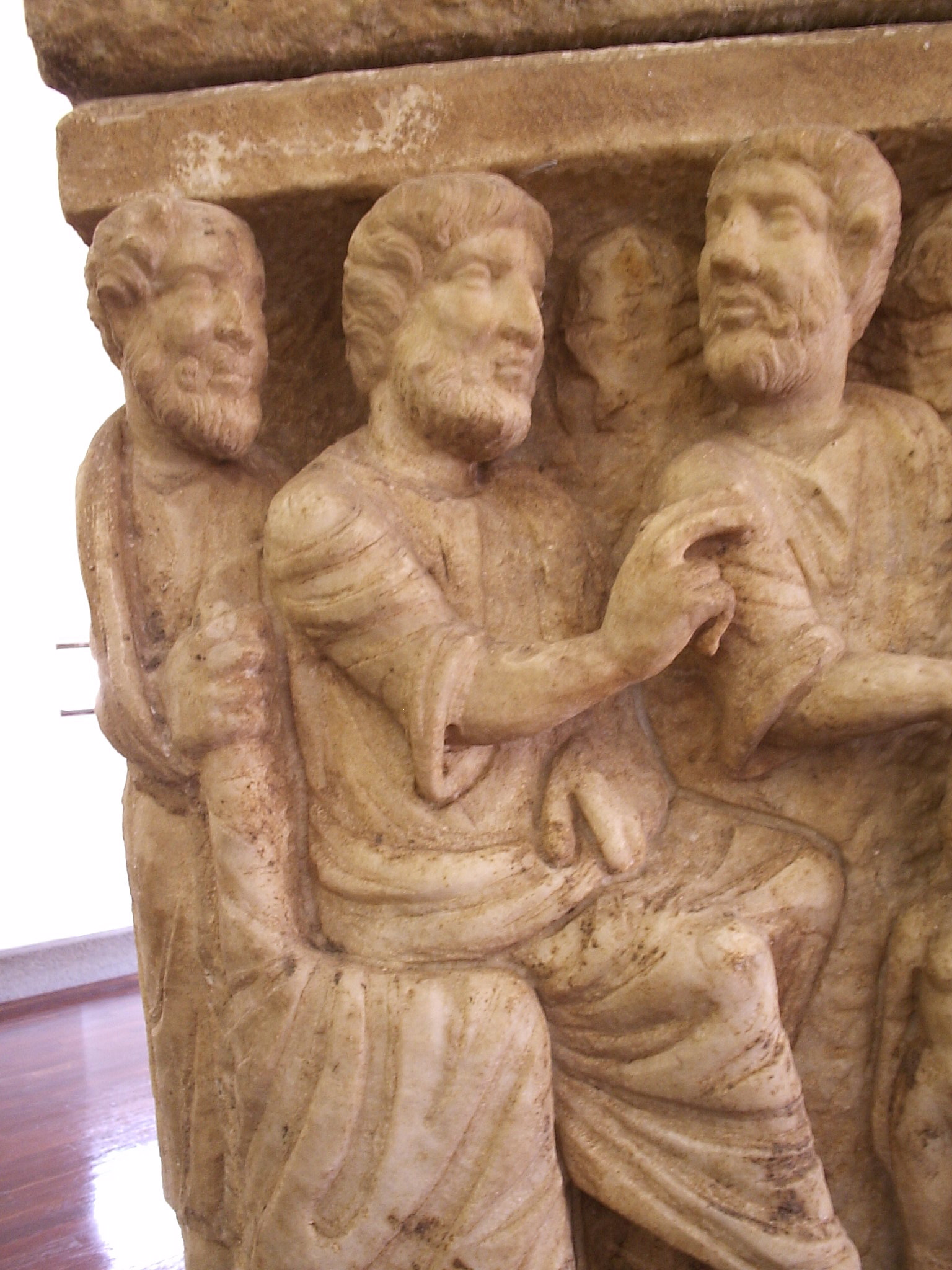
La plus ancienne représentation de la Trinité, sous les traits de trois personnages similaires.

Le registre supérieur entoure un clipeus en forme de coquille qui contient le portrait des deux époux inhumés, enlacés et vêtus des habits de l'époque : tunique et toge pour l’homme, qui tient un volumen à la main, et tunique et palla pour la femme. Les visages sont restés inachevés.
Autour du clipeus, se succèdent cinq épisodes : deux références au Livre de la Genèse et trois miracles de Jésus qui mettent en valeur sa puissance créatrice.
À l'extrémité gauche, trois hommes barbus et identiques représentent la Trinité. Le personnage central, assis sur un trône, est Dieu le Père bénissant Ève créée à partir de la côte d’Adam, qui est étendu sur le sol. Adam et Ève sont visibles en format réduit. Cette image de la Trinité correspond à l'enseignement doctrinal du concile de Nicée (325), qui formule le Credo trinitaire pour la première fois. Le dogme est ici affirmé par la similarité des trois personnages et par la présence du Christ lors de la création d’Adam puis entre Adam et Ève.
Adam et Ève réapparaissent en effet à droite, cette fois nus et de haute taille.  Ils reçoivent les symboles du travail auquel ils sont condamnés après le péché originel et entourent un homme jeune, imberbe et aux cheveux mi-longs, qui tient un agneau et correspond à l’apparence du Christ dans l'iconographie conventionnelle de l'époque. Juste à côté du groupe, le serpent est enroulé autour de l’Arbre de la connaissance du Bien et du Mal. 
Les trois scènes suivantes évoquent les noces de Cana, la multiplication des pains et la résurrection de Lazare, cette dernière étant partiellement perdue.

### Registre inférieur
Le registre inférieur souligne l'étroitesse de la relation entre les Deux Testaments et insiste sur le thème de la Rédemption. Il contient six scènes : une liée à la Nativité, deux à l'Ancien et au Nouveau Testaments, et trois à l'apôtre Pierre.
L'adoration des Mages est représentée par la Vierge à l'Enfant siégeant sur un trône, face aux trois Rois mages en robe orientale et bonnet phrygien. Le prophète Balaam est debout derrière le trône, conformément aux codes iconographiques. La scène est suivie par la guérison de l'aveugle de Bethsaïde.
Sous le clipeus, Daniel dans la fosse aux lions occupe le centre du registre, accompagné par Habacuc avec le panier de pain et l’ange. Selon les Pères de l'Église, l'épisode de la fosse aux lions préfigure la Passion et la Résurrection du Christ.
Pierre renie le Christ avant le chant du coq, qui se trouve à ses pieds, puis est arrêté par deux soldats. Enfin, Pierre fait jaillir une source en présence du centurion Corneille revêtu de son armure.

## Galerie

Iconographie
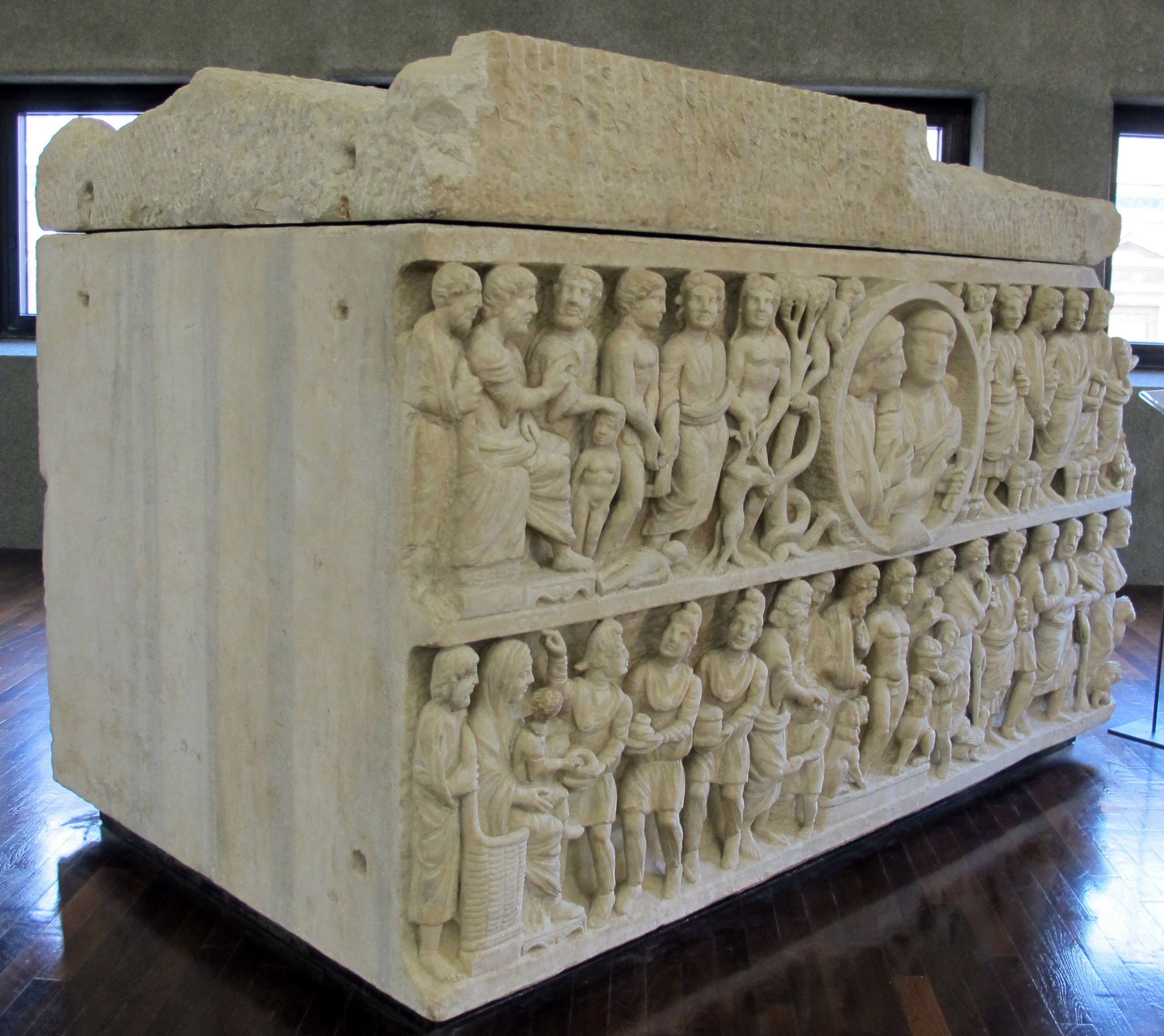
Le Sarcophage dogmatique.
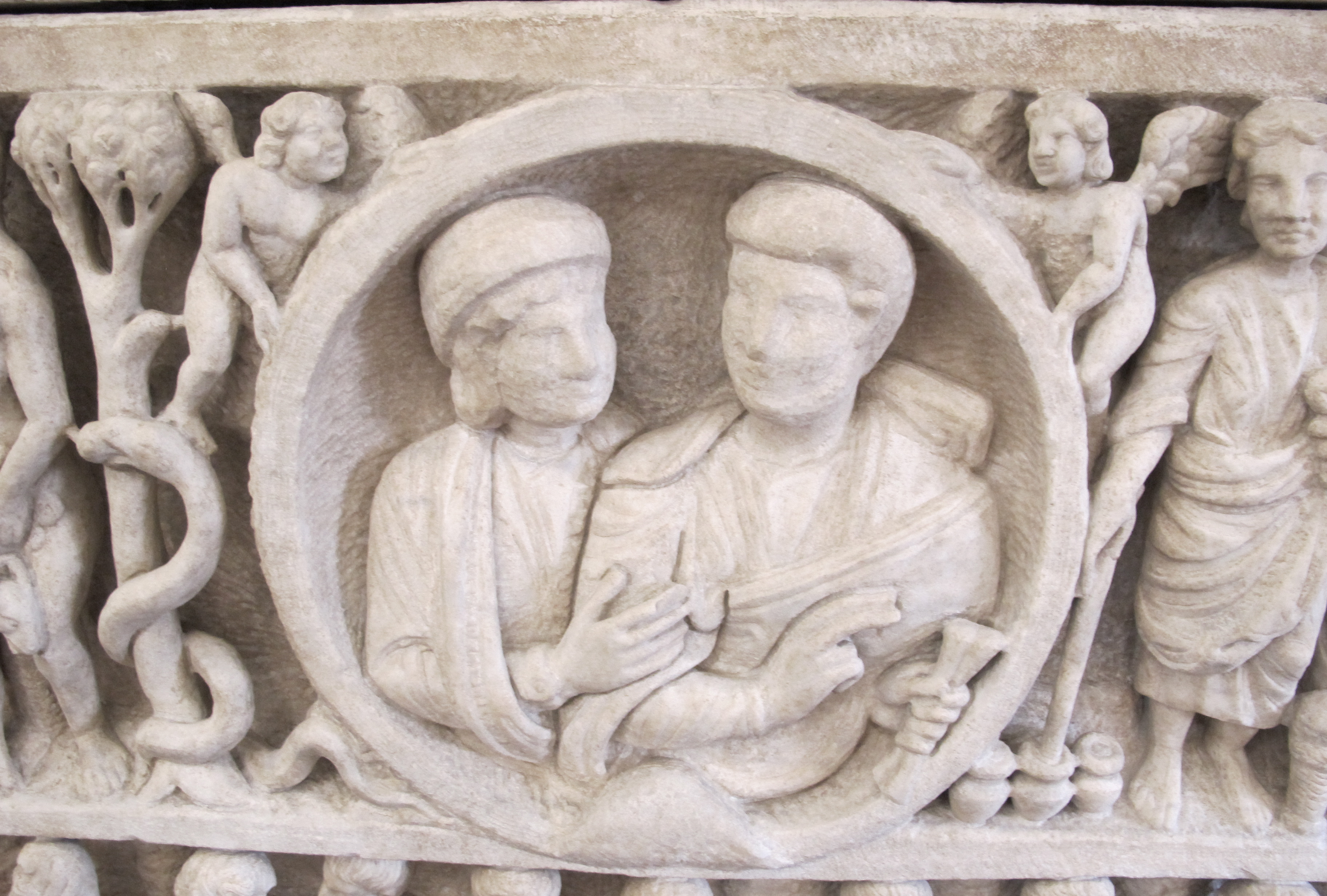
Le clipeus central du Sarcophage dogmatique.
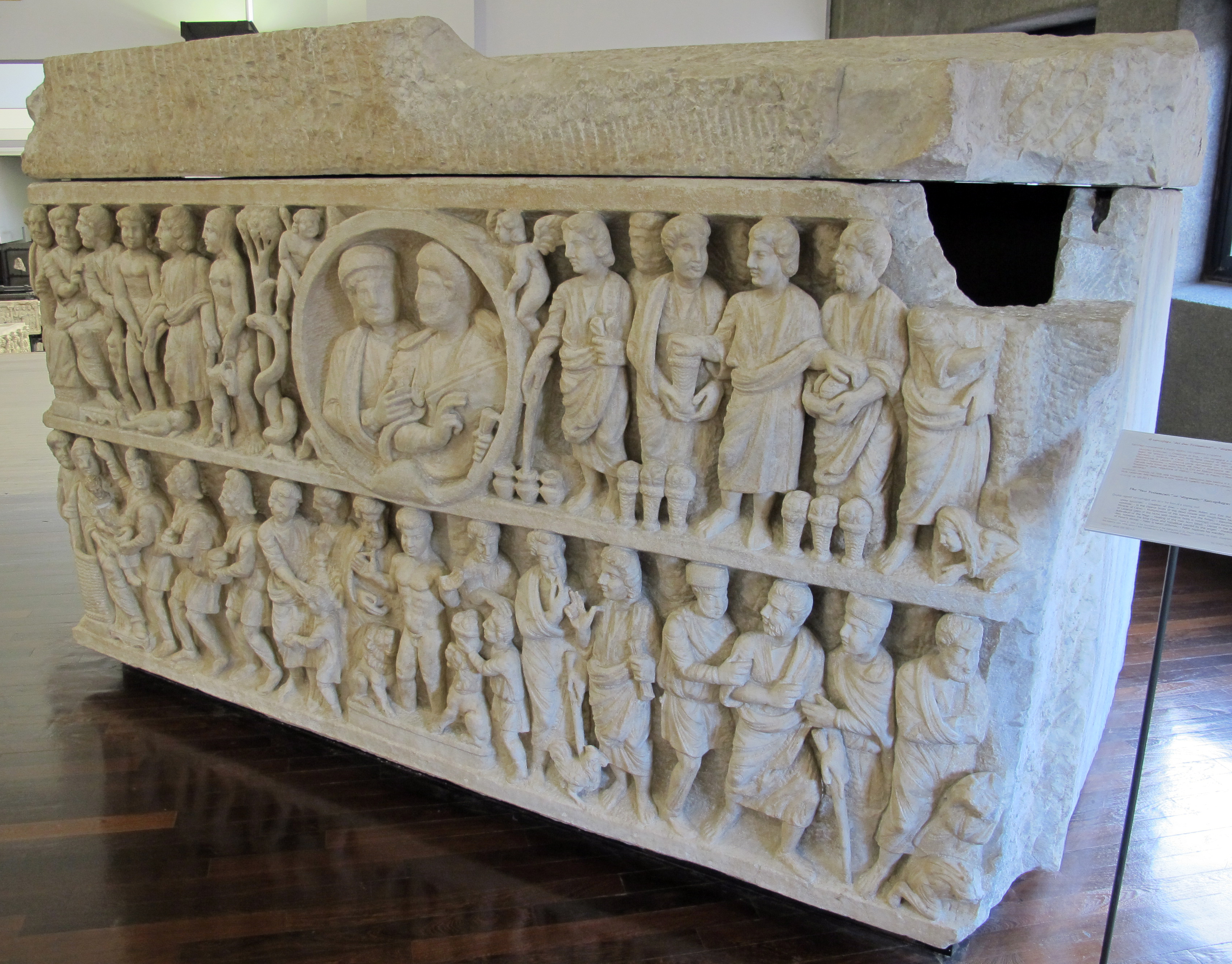
Le Sarcophage dogmatique.
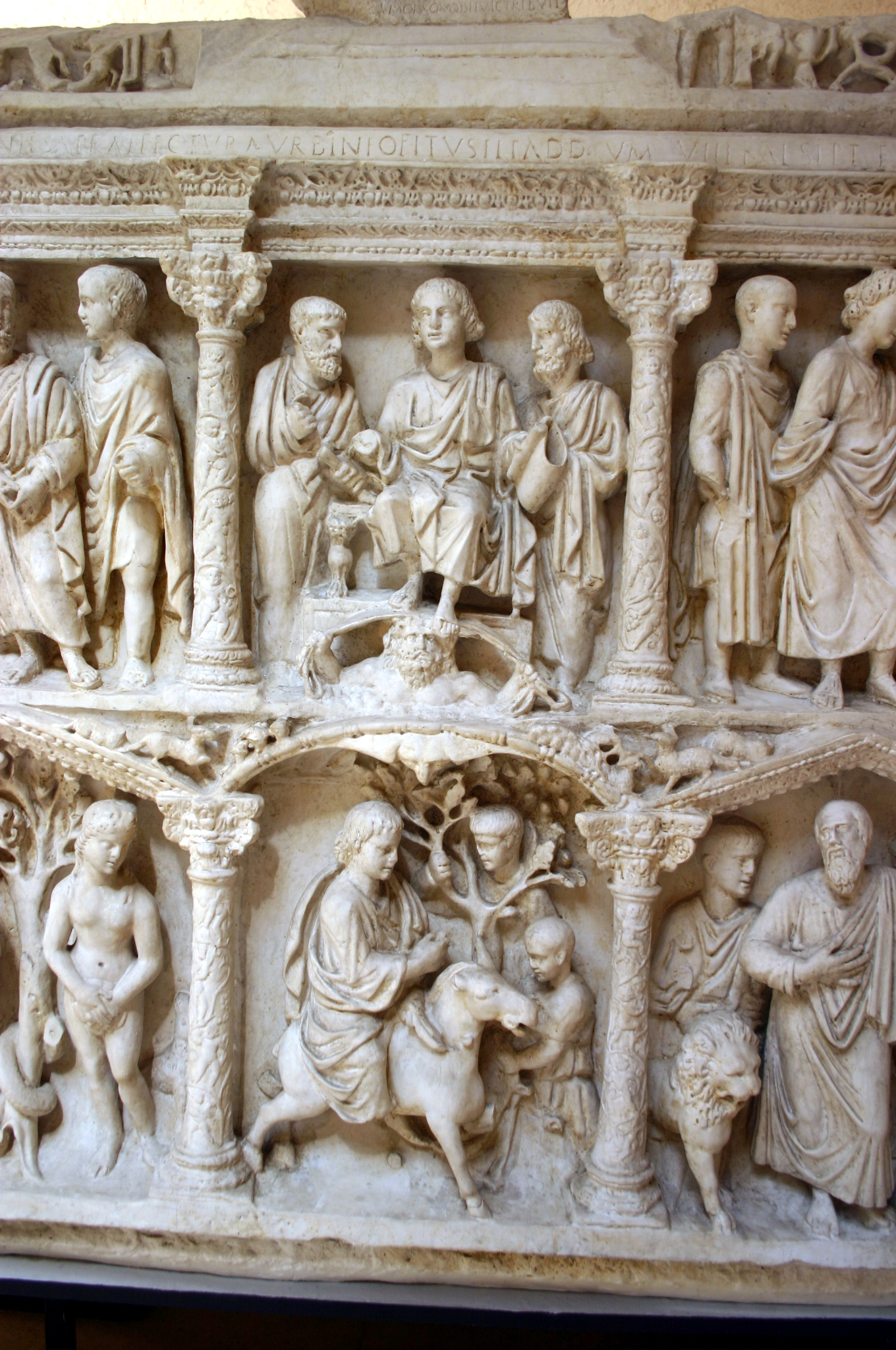
Le Christ imberbe du sarcophage de Junius Bassus dans le cartouche de la Traditio Legis.
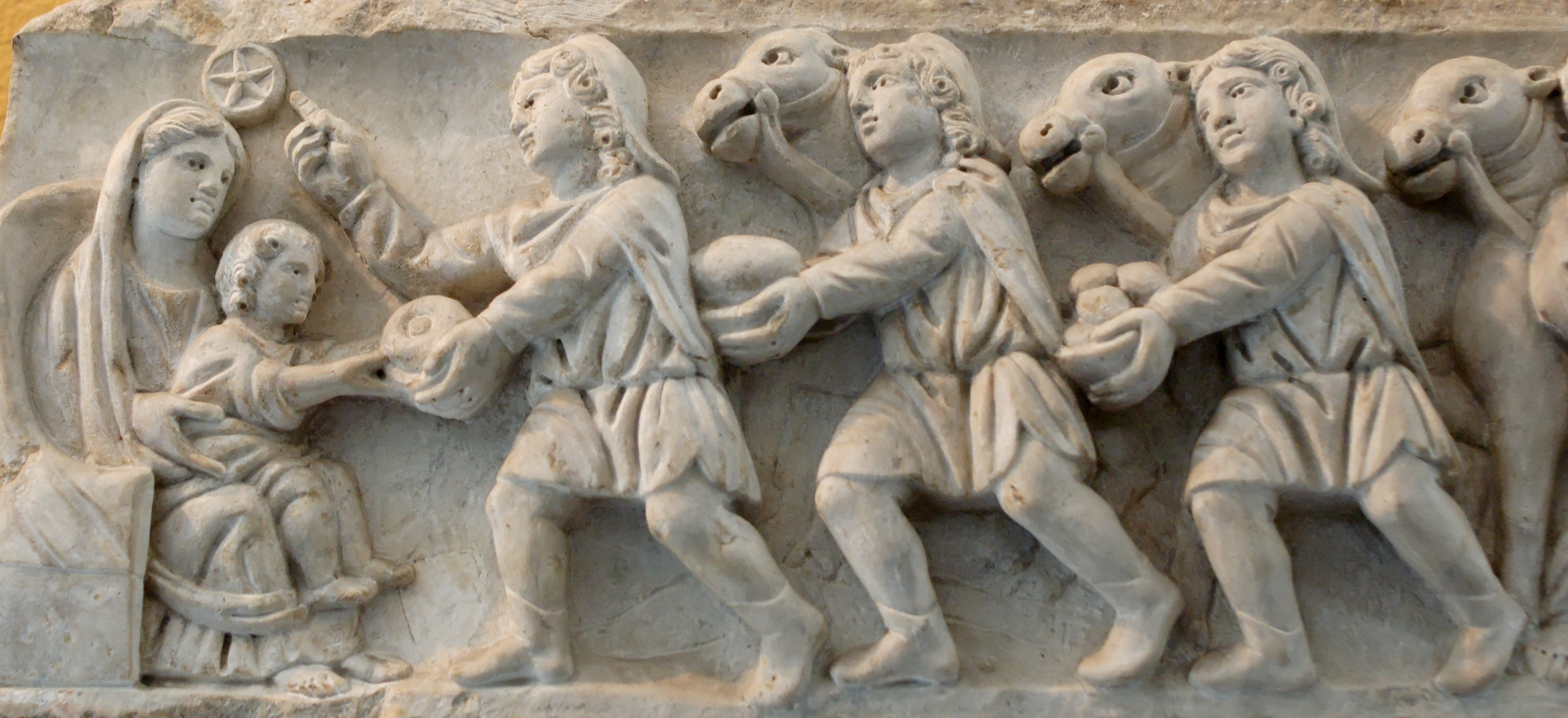
Vierge à l'Enfant sur un trône et Rois mages avec le bonnet phrygien, sarcophage provenant des catacombes de Sainte-Agnès à Rome (IVe siècle), musée Pio Cristiano.